# Raphaël Ebenstein
 (mars 2016).
Raphaël Ebenstein est un journaliste français né en 1973 à Limoges.
Diplômé de l'IUT de journalisme de Bordeaux, il a ensuite notamment travaillé à Europe 2, BFM puis RFI.
Il a rejoint en 2007 la rédaction de France Info à la présentation des journaux.
Le 28 février 2011 et jusqu’en juin 2013 il était chargé de la plage horaire 21 h → 23 h.
En septembre 2013, il présentait le grand journal de 18 h de France Info.
En septembre 2014, il était chargé de présenter les infos de 16 h 30, 18 h 00 et 19 h 30.
Depuis la rentrée il est journaliste au Service Économie et social de France-Info